# 1937-es szovjet népszámlálás
Az 1937. január 6-án a Szovjetunióban megtartott népszámlálás a legvitatottabb népszámlálás volt az államalakulat történetében. Ennek során alacsonyabb lakosságszámot állapítottak meg, mint amennyit elvártak, ugyanakkor a lakosságszám az előző, 1926-os népszámláláshoz képest még nőtt is, 147-ről 162 millió emberre. A népszámlálás eredményeit szinte azonnal "ártalmasnak" nyilvánították, akik pedig részt vettek a készítésében, azokat vagy bebörtönözték vagy elnyomták.

## Csúszások
Az első teljeskörű népszámlálást 1926-ban tartották a Szovjetunióban, és a tervek szerint 1933-ban tartották volna a következőt. 1932. március 15-én a Központi Statisztikai Hivatal, élén Valerian Oszinszkijjel, létrehozta a lebonyolításért felelős bizottságot. Április 22-én a Népbiztosok Tanácsa elhatározta, hogy 1933 decemberében fogják elvégezni a népszámlálást. Erre nem került sor, és a következő év áprilisában az időpontot áttették 1935 elejére, majd mikor már a rákövetkező évben látszott, hogy ezt nem lehet tartani, 1936 januárjára. Végül 1935 júniusában 1936 decemberére tolták az időpontot, és ebből lett végül 1937 januárja.
A csúszások egyik oka valószínűleg az lehetett, hogy nem akarták, hogy látszódjanak a statisztikákban az 1930–1933-as nagy éhínség katasztrofális demográfiai adatai. A szovjet vezetés ugyanis azt szerette volna, ha a lakosságszám növekedése szerepel a számokban.

## Magas elvárások
1934. január 26-án Joszif Sztálin a Szovjetunió Kommunista Pártjának XVII. Kongresszusán előadta, hogy az egyik legnagyobb siker az volt, hogy a lakosság az 1930 végi 160,5 millióról 1933 végére 168 millióra nőtt. 1935. december 1-jén Sztálin a kolhoztagok, tanácselnökök és pártvezetők találkozóján tartott beszédében azt mondta:
Mindenki azt mondja, hogy a munkások anyagi helyzete drámaian nőtt, hogy az életük jobb és élvezetesebb lett. Természetesen ez igaz. De ez ahhoz is vezetett, hogy a lakosság gyorsabban szaporodik, mint a régi időkben. A születésszám magasabb, a halálozás alacsonyabb, a tiszta lakosságszám-növekedés jóval erősebb. Ez persze jó és üdvözöljük (örömteli mormogás a közönség soraiban). Most már minden évben hárommillió fővel növekszik a lakosságszámunk. Tehát minden évben egy egész Finnországnyival többen vagyunk (derültség a közönség soraiban).
Mindezek alapján az 1937-re elvárt lakosságnövekmény 180 millió fő kellett, hogy legyen. A hivatalos statisztikák, amelyek a születési és halotti anyakönyveken alapultak, azt mutatták, hogy a népszámláláson 170-172 millió fő közötti eredmény várható. 1935. szeptember 21-én a Népbiztosok Tanácsa elfogadott egy határozatot, mely minden bizonnyal Sztálintól származott. "A természetes népszaporulat változásának regisztrációjának megszervezéséről" szóló határozat kimondta:
A vizsgálati szerveket gyakran használják fel a köreikbe beszivárgott osztályellenségek (papok, kulákok, fehérek), akik ellenforradalmi szabotőr tevékenységet folytatva szándékosan elrejtik a népszaporulat mértékét azáltal, hogy ugyanazt a halálesetet többször regisztrálják.
A.G. Volkov történész szerint a feltételezés is abszurd volt, hogy ezt jelentősebb számú emberrel meg tudják tenni. Az azonban, hogy a haláleseteket egyáltalán nem regisztrálták, már jóval gyakoribb volt, különösen azok esetében, akik az éhezésbe haltak bele vagy bebörtönözték őket. Például a holodomor alatt az éhező parasztok, a tiltás ellenére, a városokba akartak menekülni, hogy ott találjanak élelmet. Közülük rengetegen az utcákon haltak éhen. Csak 1933-ban a kijevi köztisztasági vállalat munkatársai 9472 holttestet szedtek össze, akik közül mindössze 3991-et nyilvánítottak hivatalosan halottá, 5481 holttesttől pedig felsőbb utasításra csak megszabadultak, de nem regisztrálták a halál tényét.

## Felkészülés
1935. szeptember 16-án alakult meg a népszámlálást előkészítő bizottság, az alábbi tagokkal.
- Vjacseszlav Molotov, a Népbiztosok Tanácsának elnöke
- Lazar Kaganovics, közlekedésügyi népbiztos
- Anasztasz Mikojan, élelmezésügyi népbiztos
- Nyikolaj Antipov, a Népbiztosok Tanácsának alelnöke
- Nyikolaj Bulganyin, a Moszkvai Városi Tanács elnöke
- Emmanuil Kviring, az Állami Tervbizottság alelnöke
- Ivan Kraval, a Központi Statisztikai Hivatal elnöke
- A.S. Popov, a Központi Statisztikai Hivatal alelnöke
- Valerij Mezslauk, az Állami Tervbizottság elnöke, aki később csatlakozott

A hivatalos iratokat a statisztikai hivatal készítette elő és Sztálin személyesen szerkesztette át azokat. A.G. Volkov állítása szerint soha a modern kori történelemben nem volt egy ilyen rutinmunka annyira mikromenedzselve a legfelsőbb szinteken, mint ez.
| A statisztikai hivatal kérdései | A statisztikai hivatal kérdései | Sztálin átszerkesztése | Sztálin átszerkesztése                                                                                            |
| Szám                            | Kérdés | Szám                   | Kérdés |
| ------------------------------- | --- | ---------------------- | --- |
| 1                               | Rokoni kapcsolat azzal a személlyel, aki a család fő jövedelemforrása (feleség, fiú, nagybácsi, örökbefogadott gyermek stb.) |                        | eltávolítva |
| 2                               | Ha átmenetileg nem él itt, jelölje meg: a) hogy átmenetileg nem él itt, b) ennek az okát (vakáció, üzleti út, látogatás stb.) c) és hogy meddig (napokban, hónapokban)                                                                    |                        | eltávolítva |
| 3                               | Ha csak ideiglenesen él itt, jelölje meg |                        | eltávolítva |
| 4                               | Nem (férfi – 1, nő – 2) | 1                      | Nem (férfi, nő)                                                                                                   |
| 5                               | Hány éve született? Van-e gyermeke, aki egy évnél fiatalabb - hány hónapos? Ha egy hónapnál fiatalabb, hány napos? | 2                      | Hány év vagy hónap telt el a születése óta                                                                        |
| 6                               | Etnikum | 3                      | Nemzetiség |
| 7                               | Anyanyelv | 4                      | Anyanyelv |
| 7                               | Anyanyelv | 5                      | Vallás |
| 8                               | Ha külföldi, mely ország állampolgára? | 7                      | Mely ország állampolgára?                                                                                         |
| 9                               | Itt született? |                        | eltávolítva |
| 10                              | Ha nem itt született, jelölje meg: A. Hol született? a) Tagköztársaság vagy régió b) Megye c) Járás d) Város vagy település neve B. Mióta él itt?                                                                                         |                        | eltávolítva |
| 11                              | a) Tud-e írni-olvasni, vagy csak olvasni, esetleg teljesen írástudatlan? b) Ha tud, milyen nyelveken? | 8                      | Tud írni-olvasni?                                                                                                 |
| 12                              | Hol tanult? Iskolák,tanfolyamok stb. Óvodás, kisiskolás gyermekek esetében ennek megjelölése | 9                      | Melyik iskolában tanult? Általános, középiskola, illetve felsőfokú oktatás                                        |
| 12                              | Hol tanult? Iskolák,tanfolyamok stb. Óvodás, kisiskolás gyermekek esetében ennek megjelölése | 10                     | Mi a végzettsége?                                                                                                 |
| 13                              | Hol végezte tanulmányait? Jelölje meg a legmagasabb végzettsége szerint | 11                     | Elvégezte a középiskolát vagy részesült felsőfokú képzésben?                                                      |
| 14                              | Fő foglalkozása a) Munkájának típusa, szakképesítése b) Díjbesorolás (munkások esetében) c) Pozíciója: munkás, értelmiségi, tanonc, kollektíva tagja, kisvállalkozó stb. d) A foglalkoztató neve (kolhoz, szovhoz, gyár, üzem, bolt stb.) | 12                     | Jelenlegi munkája                                                                                                 |
| 14                              | Fő foglalkozása a) Munkájának típusa, szakképesítése b) Díjbesorolás (munkások esetében) c) Pozíciója: munkás, értelmiségi, tanonc, kollektíva tagja, kisvállalkozó stb. d) A foglalkoztató neve (kolhoz, szovhoz, gyár, üzem, bolt stb.) | 14                     | Mely osztályhoz tartozik: munkás, értelmiségi, holhoztag, paraszt, művész, szabadúszó, pap, vagy nemdolgozó elem? |
| 14                              | Fő foglalkozása a) Munkájának típusa, szakképesítése b) Díjbesorolás (munkások esetében) c) Pozíciója: munkás, értelmiségi, tanonc, kollektíva tagja, kisvállalkozó stb. d) A foglalkoztató neve (kolhoz, szovhoz, gyár, üzem, bolt stb.) | 13                     | Munkahely (foglalkoztató neve)                                                                                    |
| 15                              | Másodállás a) Típusa b) Díjbesorolás (munkások esetében) c) Pozíció d) Foglalkoztató neve, címe |                        | eltávolítva |
| 16                              | Ha van nem munkaviszonyból származó jövedelme, az milyen jellegű? (nyugdíj, ösztöndíj, bérleti díj stb.) |                        | eltávolítva |
| 17                              | Ha nincs saját jövedelme, ki biztosítja azt az Ön számára? (jelölje meg a listáról, és ha nincs rajta, akkor jelölje annak foglalkozását, pozícióját és a foglalkoztatás típusát)                                                         |                        | eltávolítva |
| 18                              | Ha házas, hány éve az? | 6                      | Ön házas? |

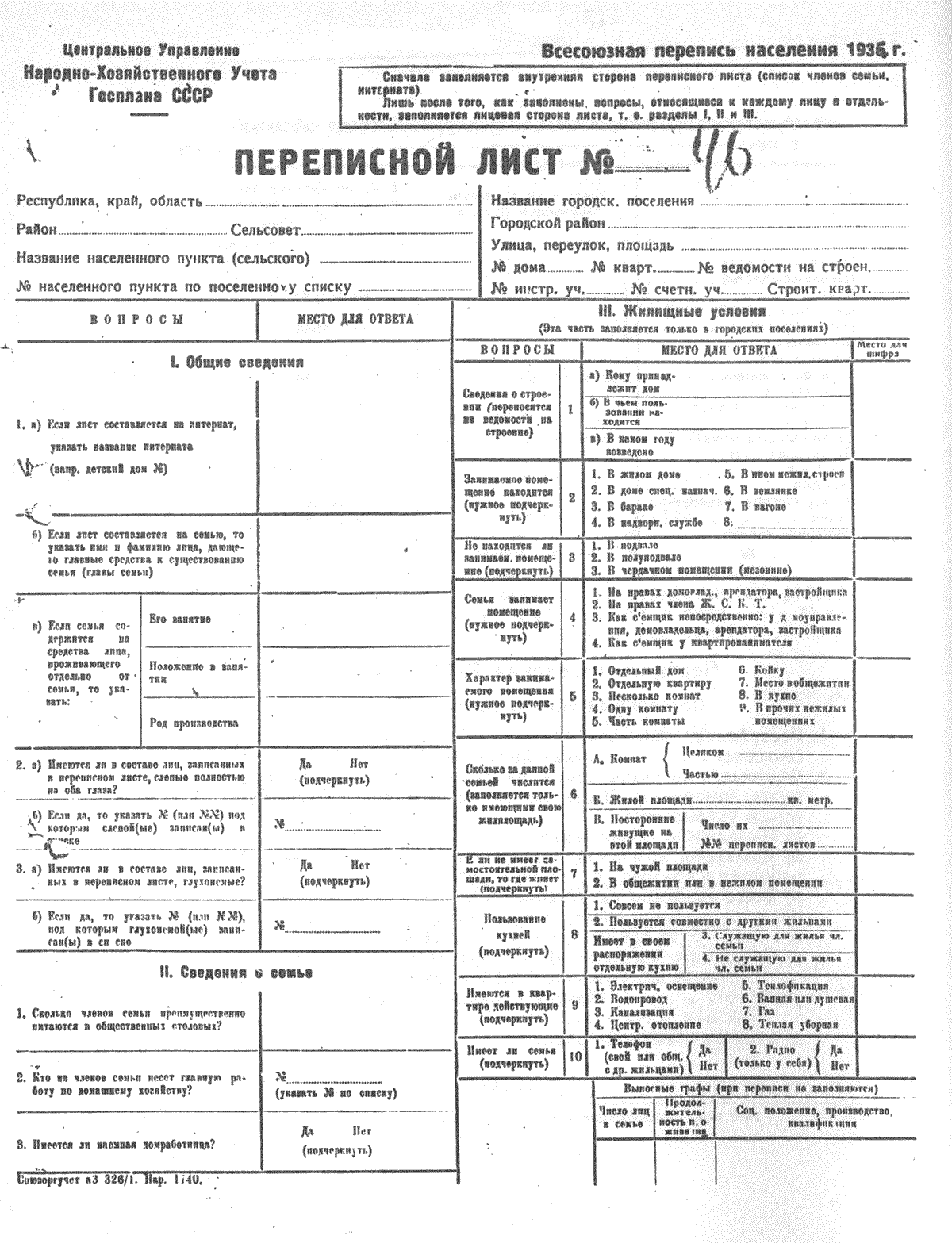
A statisztikai hivatal családdal kapcsolatos általános kérdések eredeti kérdőíve
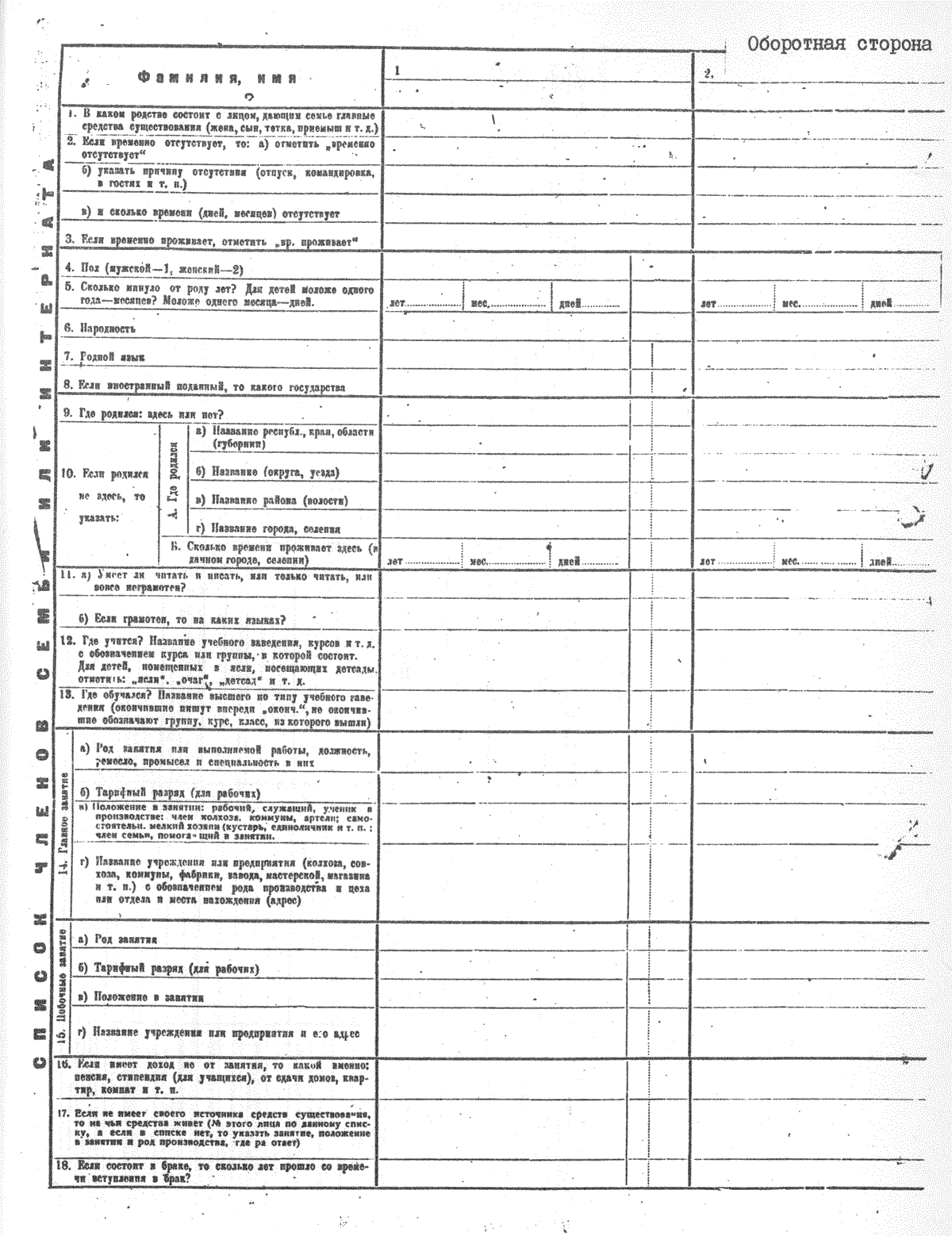
A statisztikai hivatal családdal kapcsolatos részletes kérdések kérdőíve
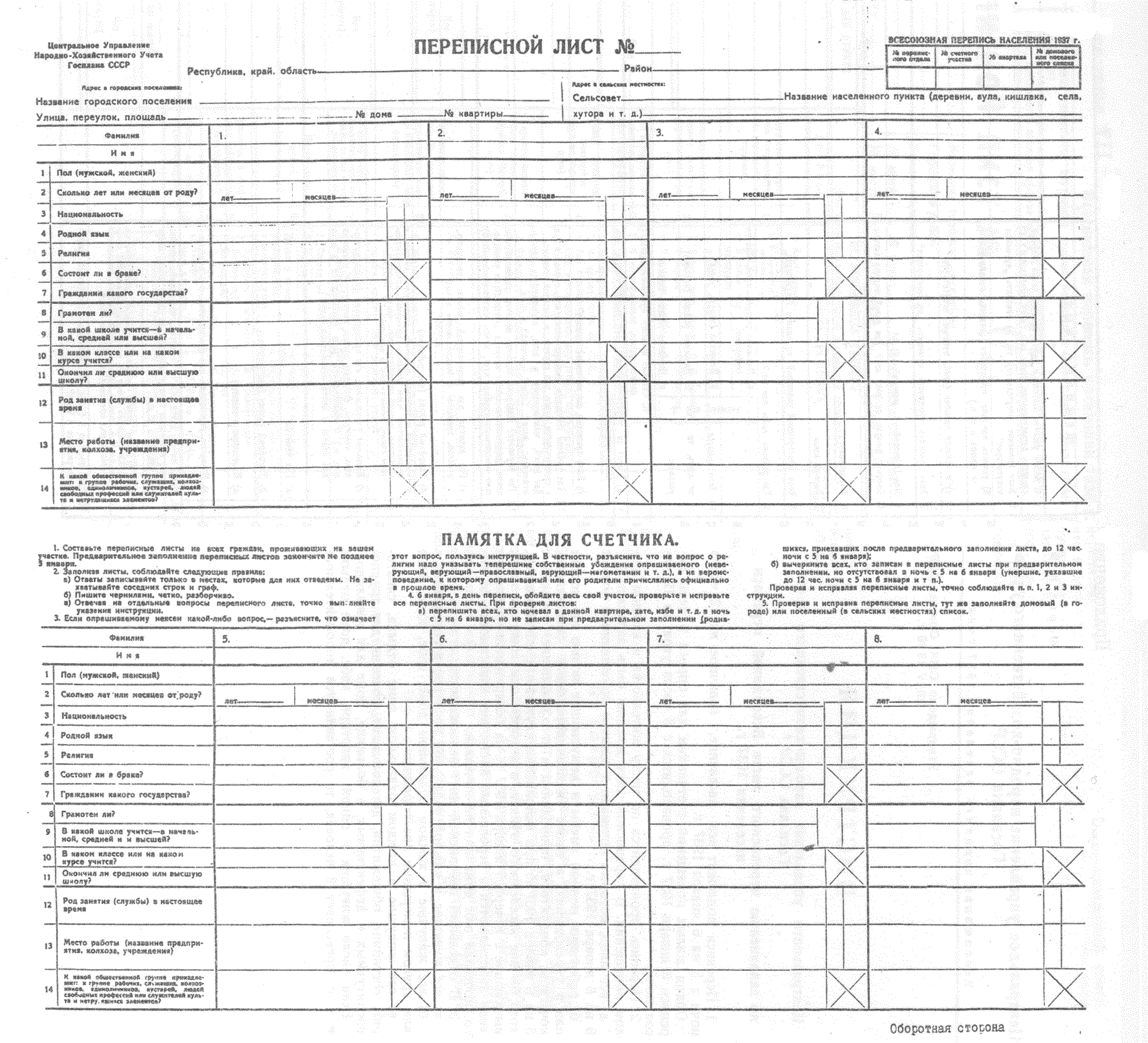
A kérdőív végleges változata

Ugyan a szovjet kortársak dícsérték Sztálint, hogy egyértelműen és tömören felteendő kérdéseket fabrikált, ezek jelentős lebutításai a korábbiaknak. Rengeteg információ, például társadalmi struktúrák, bevételek, népvándorlás, nem derülhettek ki az új kérdőívekből. Több kérdés, amik például szociális jellegűek, annyira sablonosan lettek megfogalmazva, hogy többféle értelmezésre adhattak lehetőséget. Sztálin kivette azt is, hogy rögzítsék, ha valaki csak a kitöltéskor él azon a címen, vagy életvitelszerűen állandóan, jelentősen csökkentve ezzel a pontosságot. A kérdőívek felvétele egybeesett az orosz ortodox karácsonnyal, amikor az emberek a szokásosnál egyébként is jobban mobilizálták magukat.
Sztálin betetette viszont a vallással kapcsolatos kérdést, nyilvánvalóan azzal a szándékkal, hogy igazolja: az emberek túlnyomó többsége ateistának vallja magát.

## A népszámlálás
Az 1937. január 6-án megtartott népszámlálás nemcsak a településeken történt, hanem az NKVD által a gulágokon, valamint a határőrség tagjai közt, továbbá a Vörös Hadseregnél egy speciális kérdőívvel, valamint az államvasutaknál, az utasokra is kiterjedően. Amikor megérkeztek az első adatok, nyilvánvalóvá vált, hogy a lakosságszám csak egy kicsivel lesz több mint 162 millió ember. A legnagyobb eltérések a várt adatokhoz képest ráadásul Ukrajnában, Kazahsztánban, a Kaukázus északi részén és a Volga-régióban voltak, éppen ott, ahol az éhínség a legjobban tombolt.
Január 11-én a népszámlálási bizottság elnöke táviratban kötelezte azokat a településeket az újraszámlálásra, ahol feltételezték, hogy pontatlanság adódott. Huszonötezer település újraszámolása után azonban mindössze 4887 emberrel lett több. Az előzetes eredmény, amit márciusban küldtek meg Sztálinnak, 162.039.470 emberről szólt, ami jóval alacsonyabb volt még a Sztálin előzetes, 180 milliós víziójához képest alábecsült 170-172 millió.
A várakozásokkal ellentétben rengetegen vallották magukat vallásosnak. 55,3 millió ember, azaz 56,7% vallotta magát annak (a kérdést csak 16 éven felülieknek tették fel), 42,2 millióan vallották magukat ateistának, és nagyjából 1 millió ember megtagadta a válaszadást. Valentina Zsiromszkaja történész szerint az emberek úgy gondolkodtak, hogy ha elég ember mondja azt, hogy vallásos, akkor talán újranyitják a templomokat, még akkor is, ha ezt nyíltan nem vállalhatták. A szovjet hatóságok ezután soha többé egyetlen népszavazáson sem kérdeztek rá a vallásra.

## Következmények
1937 márciusában a statisztikai hivatal négy szakértőjét, akik az adatok számításán is dolgoztak (Mihail Kurman, Olimpij Kvitkin, Lazar Brand, Ivan Oblomov), letartóztatták és bebörtönözték. Nem sokkal később letartóztatták Ivan Kravalt is valamint a regionális statisztikai hivatalok vezetőinek túlnyomó többségét, és ki is végezték őket. Sok statisztikust, akik az ő helyükre kerültek, később szintén letartóztattak. Voltak adatok arra nézve, hogy azok közül az emberek közül, akiket ezekre az új pozíciókra kineveztek, kétségbeesetten próbálták elkerülni a munkakezdést, a saját érdekükben.
1937. szeptember 25-én a Népbiztosok Tanácsa határozatot hozott arról, hogy a népszámlálás érvénytelen, és újat tűzött ki, 1939 januárjára. A Pravda vezércikkben kelt ki "a nép ellenségeivel szemben, akik a népszámlálóknak rossz utasításokat adtak, hogy a lakosságszám a ténylegesnél kisebb legyen, de szerencsére a bátor NKVD, élén Nyikolaj Jezsovval, elpusztította a kígyó fészkét a statisztikai szerveknél".

Sztálinnak el kellett fogadnia, hogy a lakosság lassabban növekszik. A Szovjetunió Kommunista Pártjának XVIII. Kongresszusán már azt mondta:
Néhány dolgozó a régi tervhivatalnál azt gondolta, hogy a második ötéves terv alatt a lakosság éves növekménye három-ötmillió fő. Ez fantázia vagy rosszabb.
AZ 1939-es népszámláláson a szovjet lakosság 170.6 millió fő volt, amit annyira manipuláltak, hogy megfeleljenek a Sztálin által elvártakhoz. Új népszámlálást nem tartottak 1959-ig. Ma egyetértés van abban, hogy fél-másfél millió embert elcsaltak ezen a népszámláláson. Néhány történész szerint az 1937-es népszámlálás adatai csak többé-kevésbé megbízható források az 1926-1959 közötti időszakra vetítve. A demográfusok szerint viszont nagyon fontos forrás, ugyanis ezekből lehetett megbecsülni a nagy éhínségek, az első világháború és a nagy tisztogatás okozta áldozatok számát.

## Forráshivatkozások
1. 1 2 3 4 5 6 7  Перепись населения 1937 года: вымыслы и правда. www.demoscope.ru. (Hozzáférés: 2024. október 3.)
2. 1 2 3  По следам перечеркнутой переписи. www.demoscope.ru. (Hozzáférés: 2024. október 3.)
3. ↑  http://yakov.works/history/20/1930/1937_zher.htm
4. ↑  СКОЛЬКО НАС ПОГИБЛО ОТ ГОЛОДОМОРА 1933 ГОДА?. Станислав КУЛЬЧИЦКИЙ. Зеркало Недели On The WEB. web.archive.org, 2006. július 21. [2006. július 21-i dátummal az eredetiből archiválva]. (Hozzáférés: 2024. október 3.)